# 1000-km-Rennen auf dem Nürburgring 1971

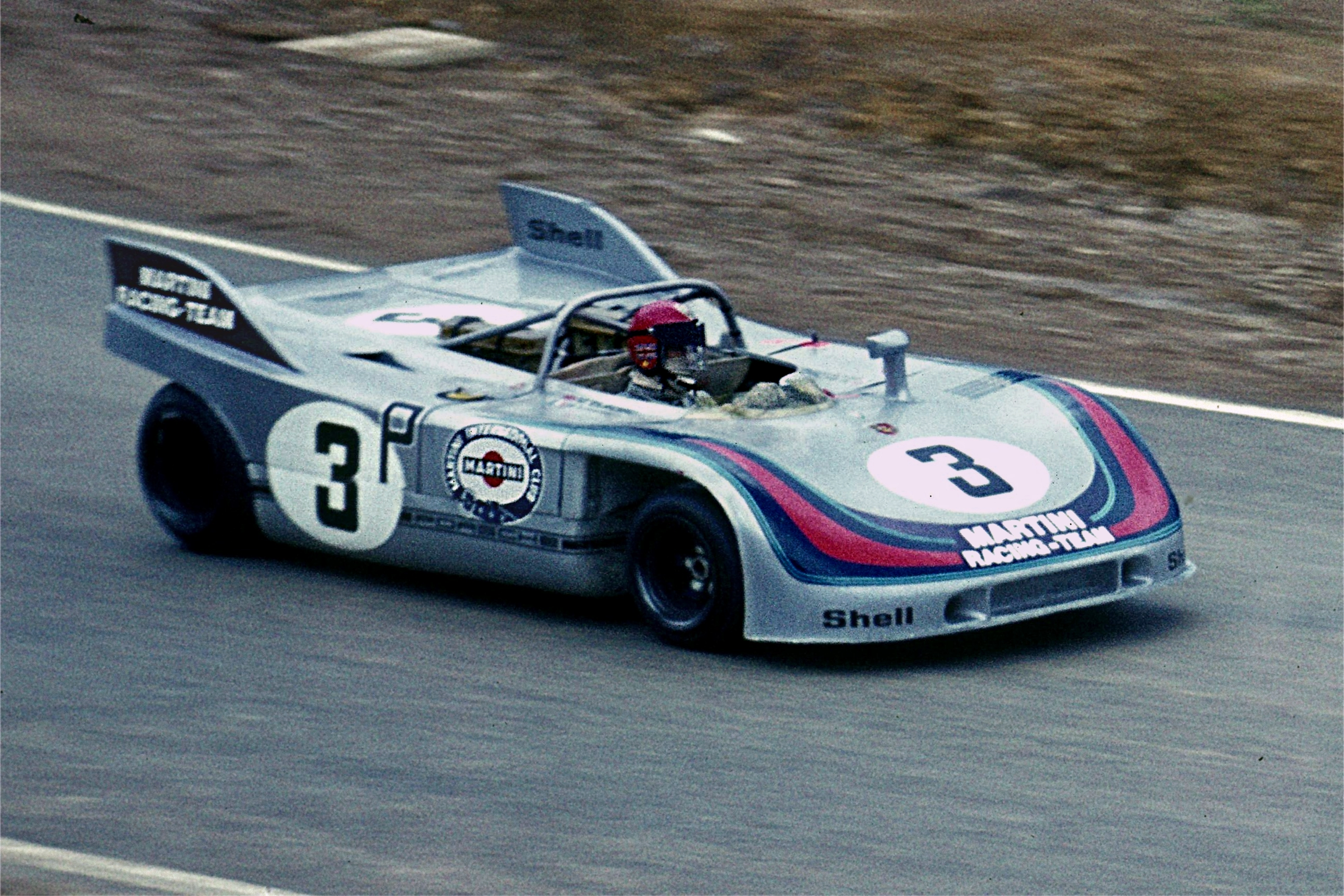
Der spätere Rennsieger Vic Elford im Martini-Porsche 908/03 während des Trainings im Streckenabschnitt Hatzenbach

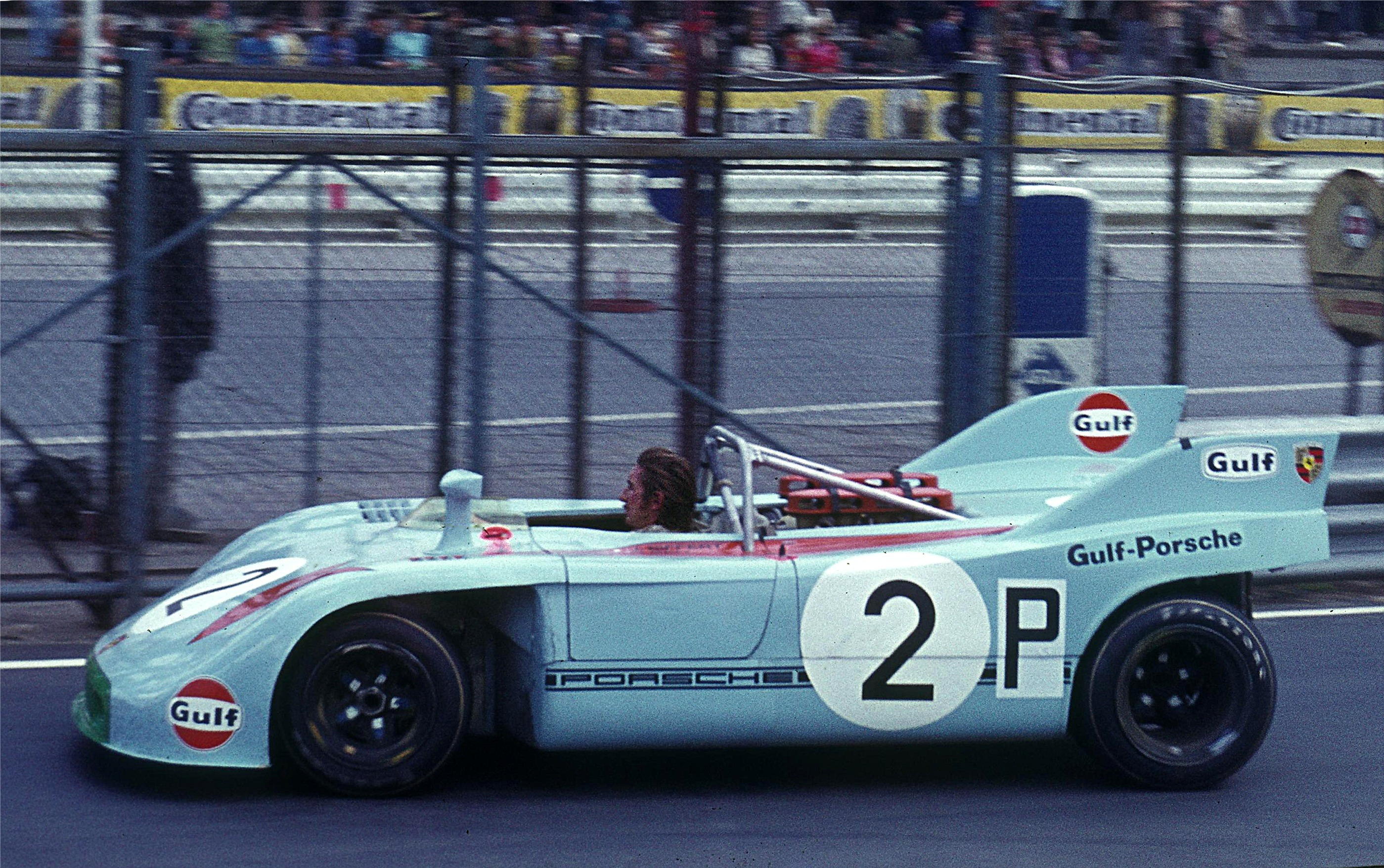
Jo Siffert im Wyer-Porsche 908/03 ohne Sturzhelm am Ende einer Trainingssitzung

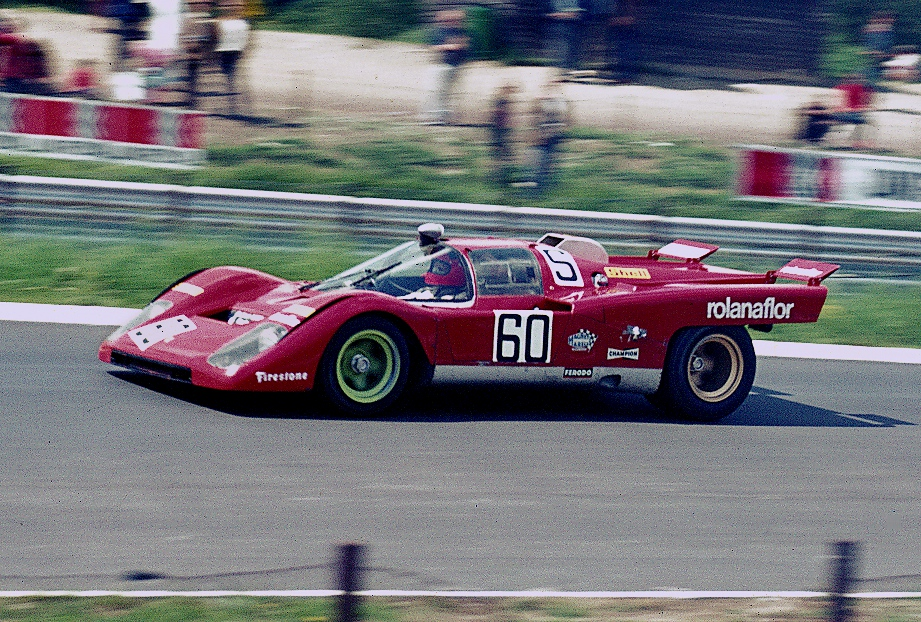
Herbert Müller am Steuer eines Ferrari 512M

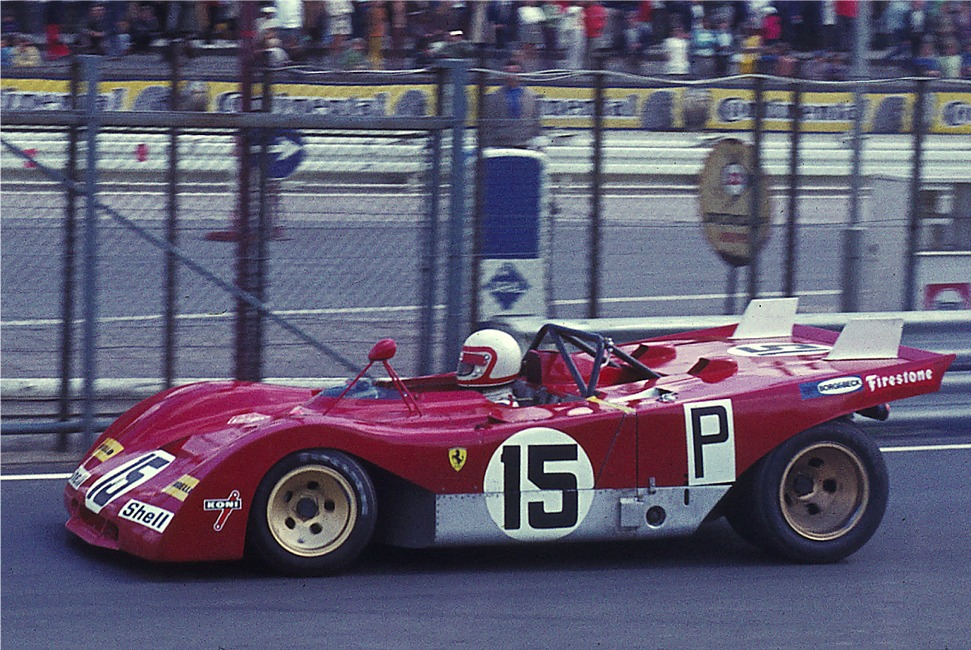
Clay Regazzoni im Ferrari 312PB während des Trainings vor der Boxeneinfahrt auf der Gegengeraden

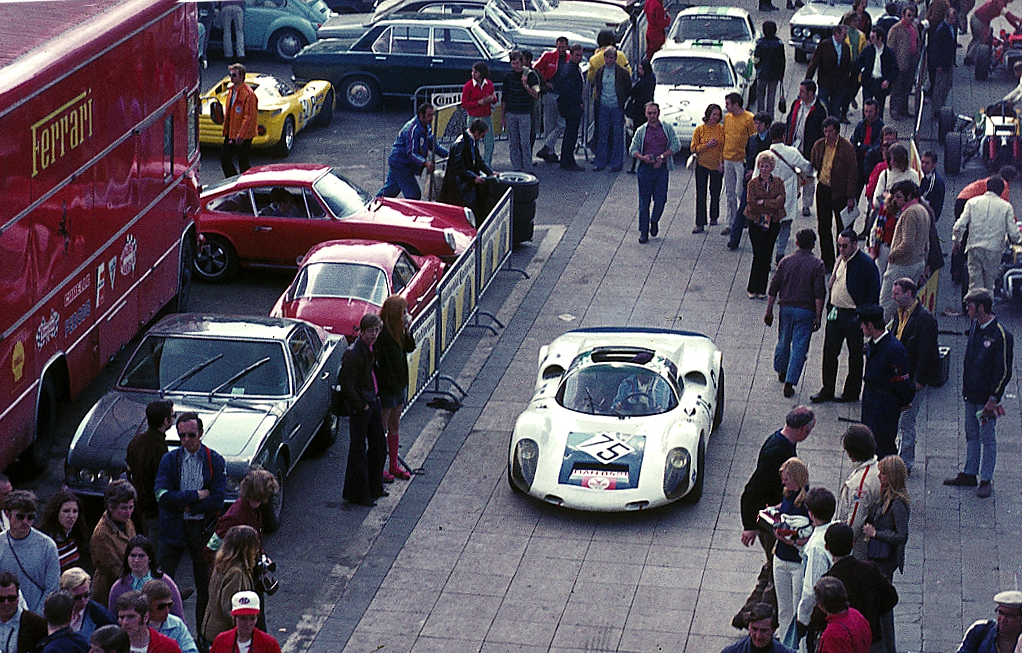
Der Porsche 910 von Sepp Greger Im Fahrerlager. Links der Scuderia-Ferrari-Rennwagentransporter. Links hinten der gelbe Chevron B16 von Mike Garton und Roger Heavens

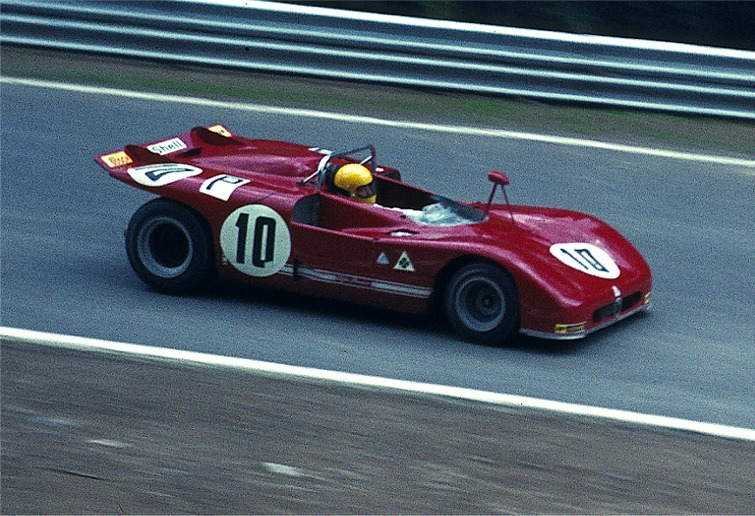
Der Alfa Romeo T33/3 von Nanni Galli...

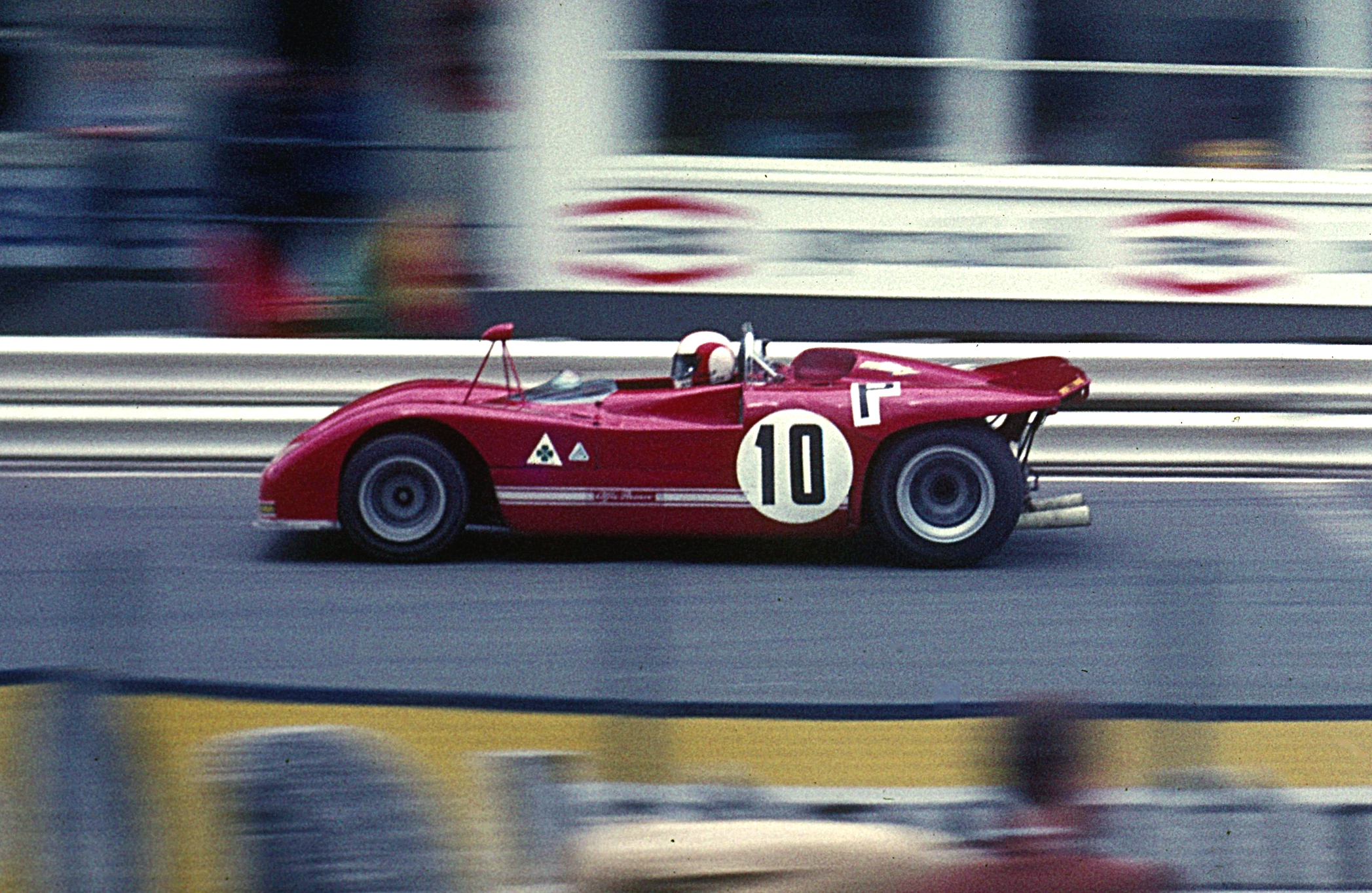
... und Rolf Stommelen

Das 17. 1000-km-Rennen auf dem Nürburgring, auch ADAC 1000 km-Rennen und Formel Super-Vau Rennen Nürburgring, Nürburgring Nordschleife, fand am 30. Mai 1971 auf der Nordschleife des Nürburgrings statt und war der achte Wertungslauf der Sportwagen-Weltmeisterschaft dieses Jahres.

## Vor dem Rennen

### Weltmeisterschaft
Die Sportwagen-Weltmeisterschaft 1971 begann am 19. Januar mit dem 1000-km-Rennen von Buenos Aires. Das Rennen, das mit dem Gesamtsieg von Jo Siffert und Derek Bell im Porsche 917K endete, wurde vom tödlichen Unfall Ignazio Giuntis im Ferrari 312PB überschattet. Es folgten die beiden Langstreckenrennen in Nordamerika, das 24-Stunden-Rennen von Daytona und das 12-Stunden-Rennen von Sebring. Auf dem Daytona International Speedway siegten Ende Januar Pedro Rodríguez und Jackie Oliver im Porsche 917K. Es war der zweite Gesamtsieg des Teams von John Wyer in diesem Jahr. Auch auf dem Sebring International Raceway gewann ein Porsche 917. Diesmal blieben Vic Elford und Gérard Larrousse für das Martini & Rossi-Team von Hans-Dieter Dechent erfolgreich.
Beim 1000-km-Rennen von Brands Hatch gelang Andrea de Adamich und Henri Pescarolo im T33/3-71 der erste Gesamtsieg eines Alfa Romeo in der Geschichte der Sportwagen-Weltmeisterschaft. Die Wertungsläufe fünf, das 1000-km-Rennen von Monza, und sechs, das 1000-km-Rennen von Spa-Francorchamps, endeten mit weiteren Erfolgen des Wyer-Porsche-917K-Duos Pedro Rodríguez und Jackie Oliver.

### Teamvorbereitungen
Zwei Wochen vor dem 1000-km-Rennen fand in Sizilien die Targa Florio statt, die mit einem Doppelsieg von Alfa Romeo endete. Nino Vaccarella und Toine Hezemans gewannen im T33/3 vor den Teamkollegen Andrea de Adamich und Gijs van Lennep. Auch für das Rennen auf dem Nürburgring schien Autodelta, das Einsatzteam von Alfa Romeo, bestens gerüstet. In der Woche vor dem Rennen wurde die Rennstrecke mehrere Tage für ausgiebige Testfahrten gemietet. Vier 3-Liter-Sportwagen und ein GTA wurden gemeldet. Drei T33/3 wurden den Fahrerpaarungen Andrea de Adamich/Henri Pescarolo, Toine Hezemans/Nino Vaccarella und Rolf Stommelen/Nanni Galli anvertraut. Galli war nach einer Handverletzung, die er sich beim Training zum 1000-km-Rennen von Monza zugezogen hatte, wieder einsatzfähig. Erstmals war auch ein T33/TT/3 gemeldet, der einen Rahmen aus Aluminium-Rohrprofilen hatte. Der Wagen, den Carlo Facetti und Teodoro Zeccoli fahren sollten, wurde vor dem Rennstart jedoch zurückgezogen. Den GTA fuhren die beiden Deutschen Jörg Klasen und Peter Otto.
Die Rennvorbereitung bei Porsche war weit problematischer. Wie im Vorjahr sollten bei den beiden Porsche-Teams von Wyer und Dechent nicht die Porsche 917K, sondern die leichten und wendigen 908/03 zum Einsatz kommen. Drei Wagen verunfallten jedoch bei der Targa Florio, wobei ein Wagen komplett ausbrannte. Für das Rennen am Ring mussten in Tag- und Nachtschichten in der Werksabteilung in Zuffenhausen zwei Wagen repariert und zwei Fahrzeuge komplett neu aufgebaut werden, da beide Teams jeweils zwei 908/03 einsetzen wollten. Das Team von John Wyer vertraute bei den Fahrern auf die Stammbesatzungen Pedro Rodríguez/Jackie Oliver und Jo Siffert/Derek Bell. Für das International Martini Racing Team gingen Vic Elford/Gérard Larrousse und Gijs van Lennep/Helmut Marko an den Start. Für das Martini-Team wurde ein dritter Porsche gemeldet. Die Fahrermannschaft des 908/02, von der Konkurrenz als Adeligen-Duo bezeichnet, bestand aus Ferfried von Hohenzollern und Leopold von Bayern. Nur einen Wagen meldete die Scuderia Ferrari, einen 312PB für Jacky Ickx und Clay Regazzoni.

## Das Rennen

### Das Training
Als am Freitag vor dem Rennsonntag das erste Training begann, standen die vier Porsche 908/03 noch immer nicht einsatzbereit an den Boxen. Die Fahrzeuge waren erst in der Nacht davor an der Strecke angekommen und wurden erst rennfertig gemacht. Nach einem nächtlichen Regen war die Piste teilweise noch nass, dennoch fuhr Rolf Stommelen im Alfa Romeo Rundenzeiten unter 10 Minuten. Auf inzwischen trockener Piste fuhr Clay Regazzoni im Ferrari 312PB in 7:59,800 Minuten die schnellste Zeit des Tages. Ferfried von Hohenzollern fuhr im Porsche 908/02 einige schnelle Runden, ehe er nach dem Streckenabschnitt Karussell mit einer Wagenseite auf das Gras des Randstreifens geriet. Beim folgenden Unfall wurde der Porsche so schwer beschädigt, dass der Wagen am Renntag nicht eingesetzt werden konnte. Aus der Pole-Position startete Jacky Ickx, der am Samstag mit dem Ferrari 312PB eine Zeit von 7:36,100 Minuten fuhr. Der Ferrari 512M von Georg Loos und Franz Pesch hatte im Training einen Getriebeschaden. Da dem Team ein zweites Getriebe fehlte, begann man am Samstagabend, Wagen und Material zum Rücktransport zu verladen. Der Schweizer Herbert Müller bemerkte die Aktivitäten und borgte Loos sein Ersatzgetriebe. Dadurch konnten Pesch und Loos am Sonntag starten.

### Der Rennverlauf
Am Sonntag um 11 Uhr wurde das Rennen mit einem Indianapolis-Start eröffnet. Jacky Ickx im Ferrari ging in Führung, gefolgt von Rolf Stommelen im Alfa Romeo und den Porsche von Vic Elford, Jo Siffert und Gijs van Lennep. Während vorne Ickx auf und davon fuhr, entbrannte zwischen Stommelen und Elford ein heftiger Zweikampf um den zweiten Rang. Nach der sechsten Runde musste Ickx an den Boxen halten, um Kühlwasser nachfüllen zu lassen. Dadurch übernahm Stommelen vor dem knapp folgenden Elford die Führung. Nach der siebten Runde stoppte Jo Siffert an den Boxen. Auf beiden Seiten war die Motorhalterung gebrochen, wodurch der Motor bereits am Boden schleifte. Der Wagen musste aus dem Rennen genommen werden und Siffert wechselte in das Auto von Pedro Rodríguez. Nach den ersten Routinestopps übernahm Jacky Ickx wieder die Führung. Nanni Galli übernahm den Wagen von Stommelen und Larrousse das Cockpit von Elford. In der 14. Runde fiel der Stommelen/Galli-Alfa Romeo mit Motorschaden aus. In der 21. Runde endete die Führung des Werks-Ferrari, als Clay Regazzoni, der den Wagen inzwischen von Ickx übernommen hatte, den 312PB mit völlig überhitztem Motor abstellen musste.
Elford und Larrousse gewannen das Rennen mit einem Vorsprung von fast 2 Minuten auf den Porsche von Rodríguez und Siffert. In den letzten Runden konnte Helmut Marko mehr als eine Minuten auf Pedro Rodríguez aufholen, musste sich beim Fallen der Zielflagge aber dem Mexikaner um eine Zehntelsekunde geschlagen geben und wurde mit seinem Teamkollegen van Lennep Dritter.
Mit dem Erfolg gewann Porsche zum dritten Mal in Folge den Markenpokal der Sportwagen-Weltmeisterschaft.

## Rennen der Formel-Super-Vau
Als Rahmenveranstaltung fand am Rennsonntag schon um 9 Uhr in der Früh ein Formel-Super-Vau-Rennen über eine Renndistanz von 5 Runden statt. Im Training hatte der Österreicher Erich Breinsberg in einem Austro-Kaimann mit 9:07,000 Minuten die schnellste Trainingszeit erzielt. Breinsberg, der im Rennen mit einer Zeit von 8:59,600 Minuten die schnellste Runde fuhr und dabei erstmals mit einem Formel-V-Monoposto die 9-Minuten-Grenze unterbot, siegte vor seinen Teamkollegen Christian Dietrich und Manfred Schurti.

## Ergebnisse

### Schlussklassement
| 1               | P 3.0    | 3   | International Martini Racing Team | Vic Elford Gérard Larrousse                   | Porsche 908/03      | 44 |
| 2               | P 3.0    | 1   | J. W. Automotive Gulf Porsche     | Pedro Rodríguez Jo Siffert                    | Porsche 908/03      | 44 |
| 3               | P 3.0    | 4   | International Martini Racing Team | Gijs van Lennep Helmut Marko                  | Porsche 908/03      | 43 |
| 4               | P 3.0    | 11  | Autodelta S.p.A.                  | Andrea de Adamich Henri Pescarolo             | Alfa Romeo T33/3    | 44 |
| 5               | P 3.0    | 12  | Autodelta S.p.A.                  | Toine Hezemans Nino Vaccarella                | Alfa Romeo T33/3    | 42 |
| 6               | S 5.0    | 55  | Team Auto Usdau                   | Reinhold Joest Willi Kauhsen                  | Porsche 917K        | 40 |
| 7               | P 3.0    | 8   | Claude Ballot-Léna                | Claude Ballot-Léna Guy Chasseuil              | Porsche 908/02      | 40 |
| 8               | P 3.0    | 7   | Ernst Kraus                       | Ernst Kraus Dieter Basche                     | Porsche 908/02      | 40 |
| 9               | S 5.0    | 59  | Gelo Racing Team                  | Georg Loos Franz Pesch                        | Ferrari 512M        | 40 |
| 10              | P 3.0    | 9   | Wicky Racing Team                 | André Wicky Mario Cabral                      | Porsche 908/02      | 38 |
| 11              | S 2.0    | 75  | Sepp Greger                       | Sepp Greger Rudi Lins                         | Porsche 910         | 37 |
| 12              | GT + 2.0 | 82  | Kremer Racing                     | Erwin Kremer Jürgen Neuhaus                   | Porsche 911S        | 37 |
| 13              | GT + 2.0 | 77  | Porsche Club Romand               | Claude Haldi Paul Keller                      | Porsche 911S        | 37 |
| 14              | GT 2.0   | 94  | Autohaus Max Moritz               | Gerd Quist Dietrich Krumm                     | Porsche 914/6       | 36 |
| 15              | GT 2.0   | 95  | E. Strähle KG                     | Günter Steckkönig Dieter Schmid               | Porsche 914/6       | 36 |
| 16              | GT + 2.0 | 88  | Leo Kinnunen                      | Leo Kinnunen Björn Waldegård                  | Porsche 911S        | 36 |
| 17              | GT + 2.0 | 78  | Porsche Club Romand               | Pierre Greub Jean-Claude Guérie               | Porsche 911S        | 35 |
| 18              | GT 2.0   | 93  | Automobilclub Rübenach            | Walter Simonis Jean-Claude Guérie             | Porsche 914/6       | 34 |
| 19              | GT 2.0   | 96  | Auto Kremer Racing Team           | Franz-Josef Rieder William Scheeren           | Porsche 911T        | 33 |
| 20              | GT 2.0   | 101 | Deutsche Renault Automobile       | Hans Schulze-Schwering Thomas Betzler         | Alpine A110         | 33 |
| 21              | GT 2.0   | 108 | Alexander Nolte                   | Werner Christmann Willi Nolte                 | Porsche 914/6       | 32 |
| 22              | P 2.0    | 24  | Tony Goodwin                      | Tony Goodwin Raymond Nash                     | Redex RPA           | 32 |
| 23              | S 2.0    | 72  | Paul Watson Race Organisation     | Tony Birchenhough Brian Joscelyne             | Chevron B8          | 31 |
| 24              | P 1.6    | 48  | Kilian Tuning                     | Heinz Gilges Dieter Hegels                    | Kilian PT           | 31 |
| 25              | P 3.0    | 6   | Team Auto Usdau                   | Hans-Dieter Weigel Dieter Spoerry             | Porsche 908/02      | 30 |
| 26              | GT + 2.0 | 83  | International Racing Club         | Joachim Komusin Siegfried Müllers             | Ferrari Dino 246 GT | 30 |
| 27              | P 1.6    | 49  | Autodelta S.p.A.                  | Jörg Klasen Peter Otto                        | Alfa Romeo GTA      | 30 |
| 28              | P 1.6    | 51  | Jack Wheeler                      | Jack Wheeler Martin Davidson                  | Jerboa SP           | 29 |
| 29              | P 2.0    | 31  | Worcestershire Association        | John Bamford Peter Creasey                    | Chevron B19         | 29 |
| 30              | S 2.0    | 74  | Harald Link                       | Harald Link Bernd Becker                      | Porsche 906         | 28 |
| 31              | P 1.6    | 52  | Mike Garton                       | Mike Garton Roger Heavens                     | Chevron B16         | 23 |
| Ausgefallen     |          |     |                                   |                                               |                     |    |
| 32              | S 5.0    | 54  | Racing Team VDS                   | Teddy Pilette Gustave Gosselin                | Lola T70 Mk.3B GT   | 25 |
| 33              | GT 2.0   | 104 | Squadra Tartaruga                 | Ernst Seiler Peter Ettmüller                  | Porsche 914/6       | 24 |
| 34              | GT 2.0   | 102 | Deutsche Renault Automobile       | Karl Lübbering Horst Klauke                   | Alpine A110 1600S   | 23 |
| 35              | P 3.0    | 15  | S.p.A. Ferrari SEFAC              | Jacky Ickx Clay Regazzoni                     | Ferrari 312PB       | 21 |
| 36              | S 5.0    | 60  | Herbert Müller                    | Herbert Müller René Herzog                    | Ferrari 512M        | 21 |
| 37              | GT + 2.0 | 80  | Aake Andersson                    | Aake Andersson Jürgen Barth                   | Porsche 911S        | 19 |
| 38              | P 2.0    | 36  | Daren Cars                        | Roger Enever Clive Baker                      | Daren Mk.3          | 17 |
| 39              | P 3.0    | 10  | Autodelta S.p.A.                  | Rolf Stommelen Nanni Galli                    | Alfa Romeo T33/3    | 14 |
| 40              | P 2.0    | 27  | Yves Deprez                       | Yves Deprez Julien Vernaeve                   | Chevron B16         | 9  |
| 41              | S 5.0    | 61  | Herbert Müller                    | Heinrich Wiesendanger Cox Kocher              | Ferrari 512S        | 9  |
| 42              | GT 2.0   | 97  | Kurt Simonsen                     | Kurt Simonsen Roland Larsson                  | Porsche 911T        | 8  |
| 43              | P 3.0    | 2   | J. W. Automotive Gulf Porsche     | Jo Siffert Derek Bell                         | Porsche 908/03      | 7  |
| 44              | P 2.0    | 32  | Daren Cars                        | Charles Graemiger Peter Hanson                | Daren Mk.3          | 7  |
| 45              | P 2.0    | 37  | Martin Racing Development         | Brian Martin Terry Croker                     | Martin BM8          | 5  |
| 46              | P 2.0    | 23  | Speed Sport Motobooks             | Martin Ridehalgh Mike Garton                  | Dulon LD11P         | 4  |
| 47              | P 1.6    | 53  | Minilite Ltd.                     | Guy Edwards Mike Franey                       | Lola T212           | 2  |
| 48              | P 3.0    | 18  | Rheydter Club                     | Heinz Behr Hans Heyer                         | LBS 3               | 1  |
| 49              | GT 2.0   | 100 | Deutsche Renault Automobile       | Dieter Kern Willi Sommer                      | Alpine A110 1600S   | 1  |
| 50              | P 2.0    | 38  | Martin Racing Development         | Edward Negus Peter Gaydon                     | Martin BM8          | 1  |
| 51              | P 1.6    | 50  | Peter Richardson                  | Peter Richardson Maynard Soares               | Daren Mk.2          | 1  |
| Nicht gestartet |          |     |                                   |                                               |                     |    |
| 52              | P 3.0    | 5   | International Martini Racing Team | Ferfried von Hohenzollern Leopold von Bayern. | Porsche 908/02      | 1  |
| 53              | P 3.0    | 14  | Autodelta S.p.A.                  | Carlo Facetti Teodoro Zeccoli                 | Alfa Romeo T33/TT/3 | 2  |
| 54              | GT + 2.0 | 85  | Comet Saemerein                   | Ferdi Bökmann Rolf Kienen                     | Porsche 911S        | 3  |
| 55              | GT 2.0   | 106 | GELO-Racing-Team                  | Robert Huhn Helmut Gall Franz Pesch           | Porsche 911S        | 4  |
| 56              | P 3.0    | 12T | Autodelta S.p.A.                  | Toine Hezemans Nino Vaccarella                | Alfa Romeo T33/3    | 5  |
| 57              | S 5.0    | 62T | Herbert Müller                    |                                               | Ferrari 512M        | 6  |

1 Unfall im Training
2 zurückgezogen
3 nicht gestartet
4 nicht gestartet
5 Trainingswagen
6 Trainingswagen

### Nur in der Meldeliste
Hier finden sich Teams, Fahrer und Fahrzeuge, die ursprünglich für das Rennen gemeldet waren, aber aus den unterschiedlichsten Gründen daran nicht teilnahmen.
| Pos. | Klasse   | Nr. | Team                               | Fahrer                                 | Chassis          |
| ---- | -------- | --- | ---------------------------------- | -------------------------------------- | ---------------- |
| 58   | P 3.0    | 16  | Lenham                             | Roger Hurst Ray Calcutt                | Lenham P71       |
| 59   | P 3.0    | 17  | Automobiles Ligier                 | Guy Ligier Patrick Depailler           | Ligier JS2       |
| 60   | P 3.0    | 19  | Alexander Nolte                    | Alexander Nolte                        | Porsche 908      |
| 61   | P 2.0    | 25  | Esmeralda                          | Georges Dumoing Gérard Cerruti         | Lola T212        |
| 62   | P 2.0    | 26  | Alfa Romeo Deutschland             | Anton Fischhaber                       | Alfa Romeo T33/2 |
| 63   | P 2.0    | 28  | Snakespeed                         | David Weir Alain de Cadenet            | Lola T210        |
| 64   | P 2.0    | 29  | André Wicky Racing Team            | Walter Brun Peter Mattli               | Porsche 907      |
| 65   | P 2.0    | 30  | Steinmetz-Automobiltechnik         | Arthur Blank Bob Wollek                | Chevron B19      |
| 66   | P 2.0    | 33  | Jack Wheeler                       | Jack Wheeler Martin Davidson           | Daren Mk.3       |
| 67   | P 2.0    | 34  | W. R. A. Engineering               | George Whitehead Andrew Mylius         | Gropa CMC        |
| 68   | P 2.0    | 35  | Camel Filters Team Huron           | Shaun Jackson Syd Fox                  | Huron 4A         |
| 69   | P 2.0    | 36  | Camel Filters Team Huron           | Roger Enever Clive Baker               | Huron 4A         |
| 70   | P 2.0    | 41  | Jolly Club Switzerland             | Silvio Moser Antonio Nicodemi          | Lola T212        |
| 71   | P 2.0    | 42  | Scuderia Filipinetti               | Jo Bonnier Ronnie Peterson             | Lola T212        |
| 72   | P 2.0    | 43  | Oldenkott Tobacco and Pipes Racing | Clemens Schickentanz                   | Chevron B19      |
| 73   | P 2.0    | 44  | Willie Tuckett                     | Willie Tuckett Andrew Fletcher         | Chevron B16      |
| 74   | S 5.0    | 56  | International Martini Racing Team  | Gijs van Lennep Rudi Lins              | Porsche 917      |
| 75   | S 5.0    | 57  | Scuderia Filipinetti               | Mike Parkes Jean-Pierre Jabouille      | Ferrari 512M     |
| 76   | S 5.0    | 58  | Scuderia Filipinetti               | Corrado Manfredini Giancarlo Gagliardi | Ferrari 512M     |
| 77   | S 2.0    | 66  | Mike Garton                        | Mike Garton Roger Heavens              | Chevron B16      |
| 78   | S 2.0    | 67  | HASAG-Polstermöbel                 | Heinz Derflinger Dieter Soucek         | Chevron B16      |
| 79   | S 2.0    | 68  | Graham Lynch                       | Graham Lynch Mike Gribben              | Chevron B8       |
| 80   | S 2.0    | 69  | Mike Walton                        | Mike Walton Paul Tuckle                | Porsche 910      |
| 81   | S 2.0    | 70  | John Raffo                         | John Raffo Roy Seddon                  | Chevron B8       |
| 82   | S 2.0    | 71  | Richard Knight                     | Richard Knight Mike Knight             | Chevron B8       |
| 83   | S 2.0    | 76  | Red Rose Racing                    | Peter Humble Digby Martland            | Chevron B19      |
| 84   | GT + 2.0 | 79  | Autohaus Max Moritz                | Rolf Göring Klaus Utz                  | Porsche 911S     |
| 85   | GT + 2.0 | 81  | Paul-Ernst Strähle                 | Roland Bauer                           | Porsche 911S     |
| 86   | GT + 2.0 | 84  | Wicky Racing Team                  | Jean Selz Jacques Cochet               | Porsche 911S     |
| 87   | GT + 2.0 | 86  | Rallye Gemeinschaft Ulm            | Klaus Rang                             | Porsche 911S     |
| 88   | GT + 2.0 | 87  | Peter Kersten                      | Clemens Schickentanz                   | Porsche 911S     |
| 89   | GT + 2.0 | 87  | Matter                             | Reinhardt Stenzel Gerold Pankl         | Porsche 911S     |
| 90   | GT 2.0   | 98  | Robert Huhn                        | Robert Huhn                            | Porsche 914/6    |
| 91   | GT 2.0   | 99  | Porsche-Club Romand                | Bernard Chenevière                     | Porsche 914/6    |
| 92   | GT 2.0   | 103 | Keiper-Recaro Racing Team          | Eckhard Schimpf Karlhorst Müller       | Porsche 914/6    |
| 93   | GT 2.0   | 105 | Helmut Hinse                       | Helmut Hinse                           | Porsche 911T     |

### Klassensieger
| Klasse   | Fahrer         | Fahrer           | Fahrzeug       | Platzierung im Gesamtklassement |
| -------- | -------------- | ---------------- | -------------- | ------------------------------- |
| P 3.0    | Vic Elford     | Gérard Larrousse | Porsche 908/03 | Gesamtsieg                      |
| P 2.0    | Tony Goodwin   | Raymond Nash     | Redex RPA      | Rang 22                         |
| P 1.6    | Heinz Gilges   | Dieter Hegels    | Kilian PT      | Rang 24                         |
| S 5.0    | Reinhold Joest | Willy Kauhsen    | Porsche 917K   | Rang 6                          |
| S 2.0    | Sepp Greger    | Rudi Lins        | Porsche 910    | Rang 11                         |
| GT + 2.0 | Erwin Kremer   | Jürgen Neuhaus   | Porsche 911S   | Rang 12                         |
| GT 2.0   | Gerd Quist     | Dietrich Krumm   | Porsche 914/6  | Rang 14                         |

### Renndaten
- Gemeldet: 93
- Gestartet: 51
- Gewertet: 31
- Rennklassen: 7
- Zuschauer: unbekannt
- Wetter am Renntag: warm und trocken
- Streckenlänge: 22,835 km
- Fahrzeit des Siegerteams: 5:51:49,300 Stunden
- Gesamtrunden des Siegerteams: 44
- Gesamtdistanz des Siegerteams: 1004,740 km
- Siegerschnitt: 171,349 km/h
- Pole Position: Jacky Ickx – Ferrari 312PB (#15) – 7:36,100 = 180,237 km/h
- Schnellste Rennrunde: Jacky Ickx – Ferrari 312PB (#15) – 7:40,800 = 178,398 km/h
- Rennserie: 8. Lauf zur Sportwagen-Weltmeisterschaft 1971